# ریبویلر

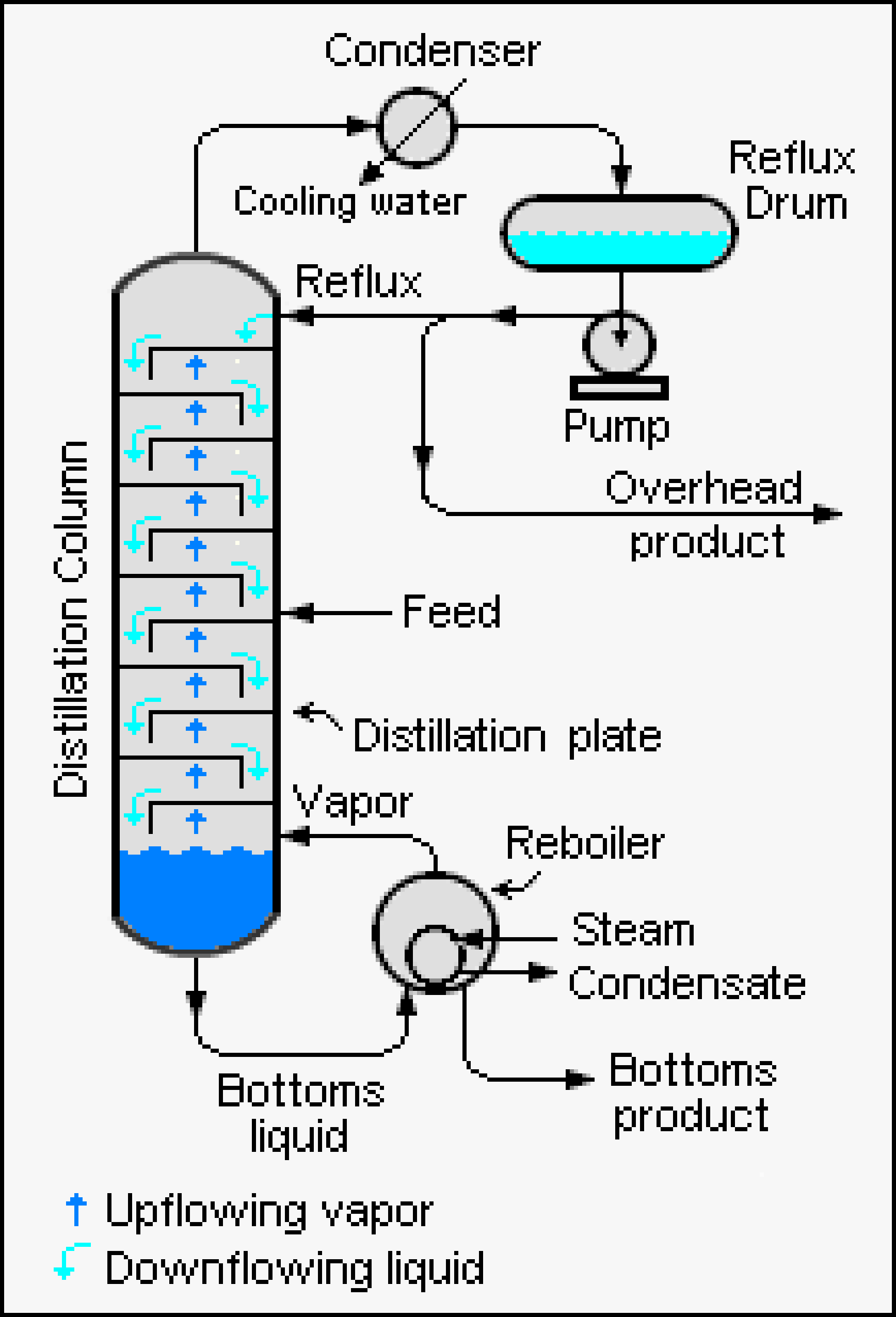
نمایی از یک واحد تقطیر که در آن ریبویلر در پایین برج اصلی جداسازی دیده می‌شود.

ریبویلر (به انگلیسی: Reboiler) گونه‌ای مبدل حرارتی است که معمولاً از آن در پایین برج‌های تقطیر صنعتی برای گرمایش مجدد محصولات خروجی پایین برج استفاده می‌شود. ریبویلر مایعات خروجی پایین برج را مجدد جوشانده و به صورت بخار به برج اصلی جداسازی تزریق می‌کند. شیوه کارکرد ریبویلر متفاوت است. در برخی از آن‌ها از بخار داغ مانند مبدل‌های پوسته و لوله برای جوشاندن مایع استفاده می‌شود، در برخی گونه‌های دیگر با حرارت مستقیم، مایع داخل لوله‌ها بخار می‌شود.